# Thể loại nhạc

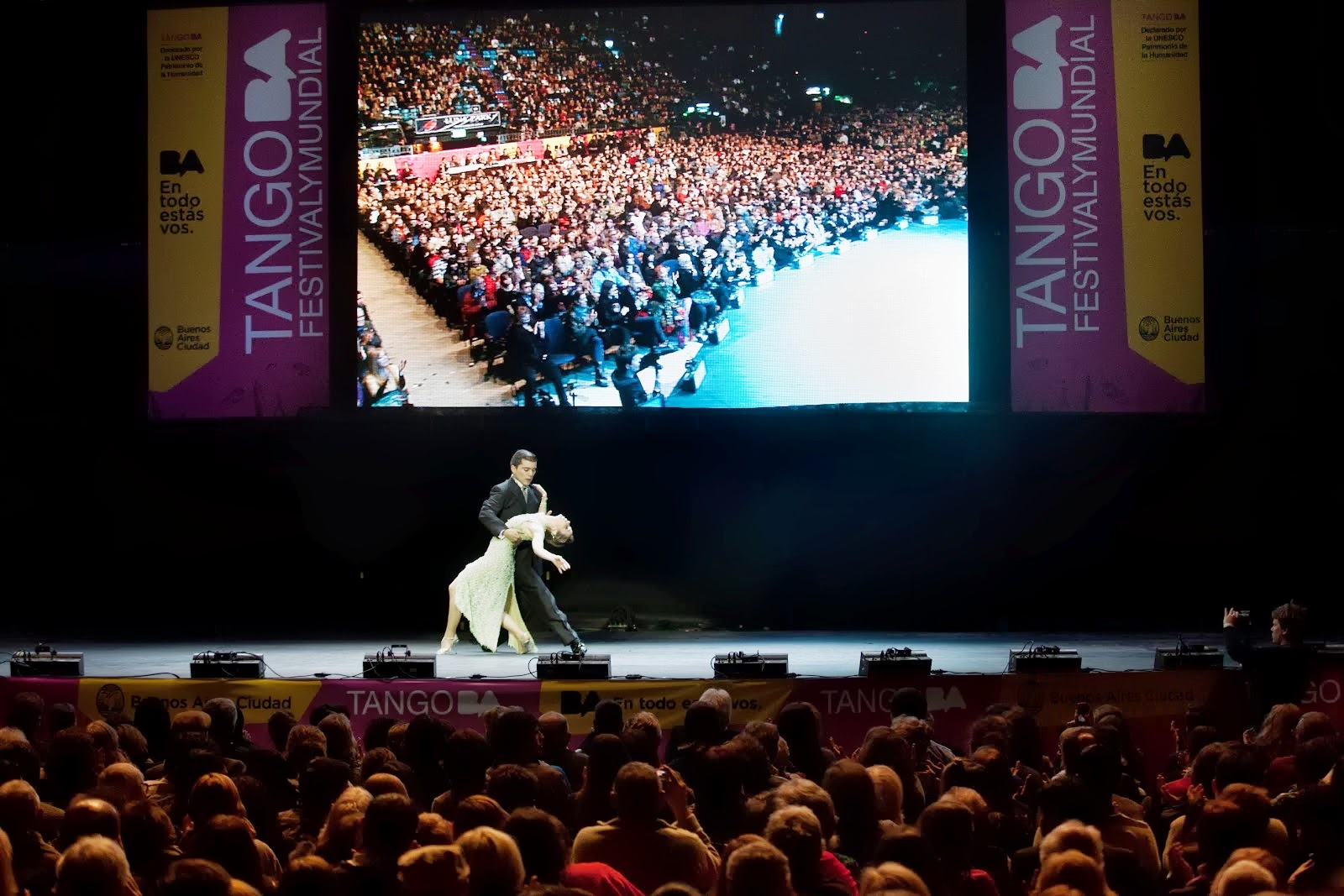
Tango.

Một thể loại nhạc hay còn gọi là thể loại âm nhạc hay dòng nhạc, là danh mục thông thường để nhận dạng một đoạn nhạc, cũng như là việc nó thuộc về một truyền thống chung hay một tập hợp các tục lệ. Nó được phân biệt với hình thức âm nhạc và phong cách âm nhạc, mặc dù vậy trong thực tế các từ này thỉnh thoảng được dùng thay thế nhau.
Âm nhạc có thể phân chia thành các thể loại khác nhau theo một vài cách. Bản tính nghệ thuật của âm nhạc nghĩa là các sự phân loại này thường độc đoán và gây tranh cãi, và một số thể loại còn có thể chồng chéo lên nhau. Có một vài tiếp cận về học thuật với những thể loại. Ở trong quyển Form in Tonal Music (Hình thức trong nhạc âm), Douglass M. Green liệt kê madrigal, motet, canzona, ricercar, và nhảy là những ví dụ cho những thể loại từ thời kỳ Phục Hưng. Theo Green, "Bản Op. 61của Beethoven và Op. 64 của Mendelssohn có thể loại giống hệt nhau - cả hai đều là những violin concerto - nhưng khác về mặt hình thức. Tuy nhiên, bản Rondo for Piano, K. 511 của Mozart và bản Agnus Dei từ Mass, K. 317 của ông, lại khá khác ở thể loại nhưng hình như là ở cùng một hình thức." Một vài người, như Peter van der Merwe, coi từ thể loại (genre) và phong cách (style) như nhau, nói rằng thể loại nên được định nghĩa là một đoạn nhạc mà có chung một phong cách nhất định hay "ngôn ngữ âm nhạc cơ bản" ("basic musical language"). Những người khác, như Allan F. Moore, cho rằng thể loại và phong cách là hai từ khác biệt, và cái đặc điểm thứ hai như là chủ để có thể phân biệt giữa các thể loại. Một thể loại âm nhạc hay thể loại con có thể được định nghĩa bằng các kỹ thuật âm nhạc, phong cách, khung cảnh, và nội dung và tinh thần của chủ đề. Nguồn gốc địa lý đôi khi cũng dùng để nhận dạng thể loại nhạc, cho dù một thể loại địa lý đơn lẻ sẽ thường bao gồm nhiều thể loại con khác nhau.
Những tiêu chí thường được dùng để phân loại thể loại âm nhạc là: sự phân ba của nghệ thuật, phổ biến và truyền thống; khoảng thời gian; nguồn gốc quốc gia và vùng miền; kỹ thuật và đạo cụ; nguồn gốc hợp nhất; và chức năng xã hội.